# Saint-Ovin

Saint-Ovin este o comună în departamentul Manche, Franța. În 1 ianuarie 2022 avea o populație de 763 de locuitori.